# Antifemo
Antifemo en griego antiguo: Αντίϕημος, romanizado: Antíphemos Rodas, ... - ...; fl. siglo VII a. C..) fue un antiguo noble griego.
Según Heródoto, Pausanias  y Tucídides, tras consultar el oráculo de Delfos, fue el oikistés de la expedición colonizadora rodia que partió de la ciudad de Lindos en el año 688 a. C., desembarcó en la costa siciliana y fundó Gela.
Según Tucídides, Antífemo fundó Gela junto con Entimo de Creta.